# 변일
변일(卞一, ? ~ ?)은 대한제국과 일제강점기의 언론인이다. 다른 이름으로 변영헌(卞榮憲)이 있다.

## 생애
1907년 정운복이 사장을 맡고 있던 《제국신문》의 주필로 처음 언론계에 모습을 드러냈다. 이후 《대한매일신보》 기자, 가정잡지사 총무, 《대동일보》 편집부장을 지냈다.
1910년 한일 합병 조약이 체결된 직후 《매일신보》의 발행인 겸 편집인에 임명되었다. 한글로 발간되던 매일신보는 조선총독부의 기관지로, 친일 언론의 본산이라고 불리는 곳이었다. 변일이 매일신보의 발행인 겸 편집인으로 근무한 기간은 1910년 10월 22일부터 1915년 1월 29일까지 약 4년 3개월 간이다. 이 기간 동안 매일신보에는 일본 메이지 천황의 생일을 미사여구를 동원해 축하하고, 조선에서의 보통교육의 목적은 일본 제국주의의 충량한 선민을 길러내는 것이라는 주장, 한국인의 독립운동 참가는 하늘의 뜻을 거스르는 것으로 자기의 몸과 집안, 나아가 민족까지 망치는 것이라며 비하하는 내용의 사설 등이 실렸다.
1915년 매일신보사에서 퇴직하였고, 1921년 《조선상공신문》의 주간을 맡은 바 있다. 1938년 매일신보가 창간 34주년을 기념해 연 행사에 참석하여 발언을 한 기록이 있으나, 사망 시기는 알 수 없다.
2006년 친일반민족행위진상규명위원회가 발표한 친일반민족행위 106인 명단 중 언론 부문에 선정되었다. 2008년 발표된 민족문제연구소의 친일인명사전 수록예정자 명단 중 언론/출판 부문에도 들어 있다.

## 같이 보기
- 매일신보

## 참고자료
- 친일반민족행위진상규명위원회 (2006년 12월). 〈변일〉 (PDF). 《2006년도 조사보고서 II - 친일반민족행위결정이유서》. 서울. 913~921쪽쪽. 발간등록번호 11-1560010-0000002-10. [깨진 링크(과거 내용 찾기)]